# Apollo (Pennsylvanie)
Pour les articles homonymes, voir Apollo.
Apollo est un borough situé dans le comté d'Armstrong, en Pennsylvanie, aux États-Unis,. En 2010, il comptait une population de 1 647 habitants. Fondé en 1790, le borough porte son nom actuel depuis 1827. Il est incorporé le 15 mars 1848.

## Démographie
Lors du recensement de 2010, le borough comptait une population de 1 647 habitants. Elle est estimée, le 1er juillet 2019, à 1 534 habitants.

### Source de la traduction
- (en) Cet article est partiellement ou en totalité issu de l’article de Wikipédia en anglais intitulé « Apollo, Pennsylvania » (voir la liste des auteurs).